# Regionalpark Sirente-Velino

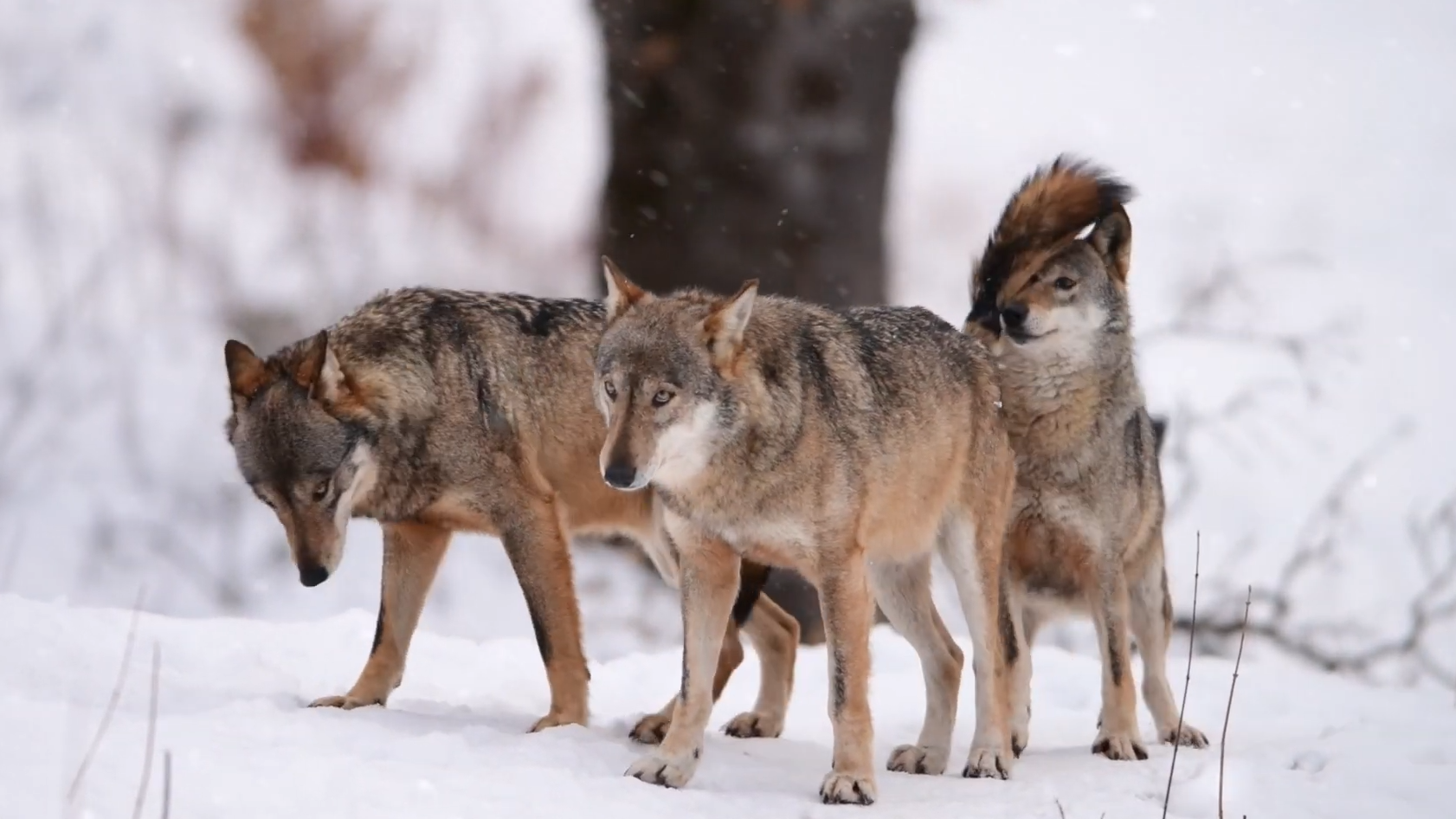
Italienischer Wolf

Der Regionalpark Sirente-Velino (italienisch Parco naturale regionale Sirente-Velino) liegt in den italienischen Region Abruzzen, in der Provinz L’Aquila.
Der Naturpark besteht seit dem Jahr 1989 und hat eine Fläche von 564,5 km².
Er gehört zu den weitläufigsten und bedeutendsten Schutzgebieten in Italien und ist der einzige Regionalpark der Region Abruzzen. Typische Vertreter der Fauna sind der europäische Braunbär (Ursus arctos marsicanus) und der italienische Wolf (Canis lupus italicus).
Besonders sehenswert sind die beiden Bergmassive Sirente und Monte Velino.